# Lope Díez de Aux y Armendáriz (m. 1585)
Lope Díez de Aux y Armendáriz (Cadreita, ca. 1520-Bogotá del Nuevo Reino de Granada, agosto de 1585) fue un noble, funcionario y militar español.
Ejerció los cargos de presidente de las reales audiencias de Quito (y a la vez como gobernador de la provincia homónima) desde 1571 hasta 1574, de la de Charcas desde 1574 a 1577 y de la de Santafé de Bogotá (en donde al mismo tiempo era gobernador general del Nuevo Reino de Granada) desde 1578 hasta 1580.

## Biografía

### Origen familiar y primeros años
Lope Díez de Aux y Armendáriz nació hacia 1520 en la villa de Cadreita, del entonces Reino de Navarra que formaba parte de la Corona de España, aunque después de casar, vivió en Tudela. Era hijo de Luis Díez de Aux y Armendáriz, III señor de Cadreita, y de Inés de Castejón, natural de Ágreda (Soria) e hija de Diego de Castejón.   Lope fue alcalde de la cuadra en Sevilla, en donde se unió en matrimonio con Juana de Saavedra.

### Viaje a la América española
El 30 de julio de 1568 el rey Felipe II de España lo designó segundo presidente de la Real Audiencia de Quito, y por sus méritos fue nombrado en 1573 para la Real Audiencia de Charcas, y finalmente para la Real Audiencia de Santafé de Bogotá el 11 de enero de 1577.

### Audiencia de Quito
En octubre de 1571, estaba ya en Quito el nuevo Presidente. A juicio de González Suárez, su gobierno duró pocos años y fue tranquilo: cesaron los bandos en que estaba dividida la ciudad, y la paz interior se conservó sin alteración. Mientras desempeñaba sus funciones como presidente de la Audiencia de Quito, llegó a la capital el licenciado Valverde para relevarle en sus funciones y también para entregarle una real cédula del monarca católico, firmada en El Pardo el 13 de diciembre de 1573, por la que se le nombraba presidente de la Audiencia de Charcas.6 Esta cédula iba acompañada de otra. En él se le ordenaba fijar su residencia con los licenciados Pedro Ramírez de Quiñones, Antonio López de Haro y Martín Pérez de Recalde. Tras ser notificado, el doctor Diez de Armendáriz partió hacia Lima, dejando en Ecuador a su mujer y a ocho de sus hijos, ya que el traslado era demasiado grande y el viaje demasiado peligroso. Tras una larga estancia en Lima, llegó a La Plata el 5 de abril de 1576 a petición del virrey Toledo para presentar sus reales comisiones a la Audiencia charqueña.

### Audiencia de Charcas
El doctor Lope Díez de Armendáriz fue comisionado por el Consejo de Indias para realizar las residencias y la visita a la Audiencia de Charcas para informar y asesorar sobre los acontecimientos de los cinco primeros años de la Audiencia de Charcas. Aunque formó parte esencial de la vida institucional, política y social de aquellos primeros años, el destacado oidor y asesor jurídico Juan de Matienzo no fue residenciado. En la cédula entregada al visitador Armendáriz no figura el nombre del famoso jurista. Por supuesto, fue acusado durante la visita, pero estaba exento del requisito de residencia. Cabe destacar que el licenciado Matienzo fue el único juez que permaneció en su cargo una vez finalizada la visita, hasta su muerte el 15 de agosto de 1579.
La administración de justicia fue una de las tareas más importantes de la Corona de Castilla, que quería restaurar el mundo celestial en los nuevos territorios conquistados y evangelizados por la monarquía católica. Este artículo analiza este proceso de visitación a partir de la Relación que Lope Díez de Armendáriz escribió al monarca Felipe II en 1576.

### Audiencia de Santafé
Como presidente de la Audiencia de Santafé ejecutó la disposición real de marcar los «tejuelos» de oro que se usaban como moneda. Para ello señaló el término en que los poseedores podían marcar los tejuelos sin impuesto alguno, pero desde su vencimiento se comenzó a cobrar el quinto real; ordenó que los tejuelos de oro llamados de «oro corriente» debían tener 13 quilates y permitió la circulación de oro de ley, de 18 a 22 quilates.
Sin embargo, los indígenas siguieron usando tejos sin marca, lo que llevó a la depreciación de los mismos. Por estos mismos años ocurrió una fabricación de 4000 a 5000 pesos, realizada por Juan Díaz, un tratante de Santafé, que según el cronista Rodríguez Freyle «no dejó candelero, bacinica ni almirez en la Calle Real que no fundiese y marcase, haciéndolo en tejuelos».
Fue condenado a la hoguera, pero la hija del presidente logró que se le conmutara la pena por azotes y el trabajo en galeras. Tras 18 meses de gobierno fue suspendido y encarcelado por el visitador Juan Bautista Monzón. Murió de pesar en la cárcel en 1585 y fue enterrado en el convento de San Francisco.

## Matrimonio y descendencia
Se casó con Juana de Saavedra y Recalde, hija de Gonzalo de Saavedra, caballero de la Orden de Santiago, y de Francisca López de Recalde (hija del contador Juan López de Recalde), ambos naturales de Sevilla, naciendo de este enlace nueve hijos:
- Sancho de Armendáriz, V señor de Cadreita.[2]
- Gonzalo Díez de Aux y Armendáriz, corregidor en Cuzco.[2]
- Luis Díez de Aux y Armendáriz[2]  que fue virrey de Cataluña, obispo de Jaca y de Urgel.
- Lope Díez de Aux y Armendáriz que fue primer marqués de Cadreita[2] y 16.º virrey de Nueva España. Durante su estancia en México (Nueva España) como virrey, su esposa  Antonia de Sandoval y Afán de Rivera, fue descubierta en una aventura amorosa con un bandido rebelde que buscaba la independencia mexicana: Guillen de Lampart, "el Zorro" del siglo XVII.
- Diego de Armendáriz.[2]
- Inés de Castrejón, casada con Fernando de Monsalve y Saavedra.[2]
- Bárbara de Saavedra, casada con Gracián de Beaumont, señor de Santa Cara y Castejón.[2]
- Graciana Díez de Aux y Armendáriz Saavedra.[2]

Por su matrimonio se unió con el linaje del que fuera Gobernador de Quito Rodrigo de Salazar con quien entablaría amistad posteriormente. 